# Paul Wynnyk
Paul Wynnyk est un officier de l'Armée canadienne des Forces armées canadiennes. Depuis 2016, il est le commandant de l'Armée canadienne.

## Biographie
Paul Wynnyk est de descendance ukrainienne ; ses grands-parents ont immigré en Alberta à partir de Radvantsi, Lviv. Il s'enrôla au sein des Forces armées canadiennes en 1981 en tant que canonnier au sein du 20th Field Regiment, RCA de la Première réserve
. Il transféra par la suite dans la Force régulière et étudia au Collège militaire Royal Roads et au Collège militaire royal du Canada avant de recevoir sa commission d'officier en 1986 au sein des ingénieurs militaires canadiens. Il devint commandant du 1 Combat Engineer Regiment à Edmonton en 1997, puis, commandant du 1er Groupe de soutien de secteur (maintenant le Groupe de soutien de la 3e Division du Canada) en 2004. En mars 2009, il devint général commandant assistant du Commandement interallié de transition - Afghanistan. En 2010, il prit le commandement du Secteur de l'Ouest de la Force terrestre (maintenant la 3e Division du Canada) et, en 2012, celui du Commandement du renseignement des Forces canadiennes. En 2016, il devint le commandant de l'Armée canadienne.

## Annexe